# John Selden Roane
Pour les articles homonymes, voir Selden, John Roane et Roane.
John Selden Roane, né le 8 janvier 1817 dans le comté de Wilson (Tennessee) et mort le 8 avril 1867 à Pine Bluff (Arkansas), est un homme politique démocrate américain. Il est gouverneur de l'Arkansas entre 1849 et 1852.